# Stazione di Seohyeon
Seohyeon (서현역 - 書峴驛, Seohyeon-nyeok ) è una stazione ferroviaria servita dalla linea Bundang della Korail. La stazione si trova nel quartiere di Bundang-gu, a Seongnam, città della regione del Gyeonggi-do, in Corea del Sud. La stazione si trova direttamente sotto il centro commerciale AK Plaza, attraverso il quale è necessario passare per raggiungere l'uscita in superficie.

## Linee
Korail
■ Linea Bundang (Codice: K228)

## Struttura
La stazione è realizzata in sotterranea, con due marciapiedi laterali e due binari passanti, protetti da porte di banchina.
| 1 | ■ Linea Bundang | per Bokjeong, Suseo, Seolleung e Wangsimni |
| 2 | ■ Linea Bundang | per Jeongja, Giheung, Mangpo e Suwon       |

## Stazioni adiacenti
| «             | Servizio        | »             |
| Linea Bundang | Linea Bundang   | Linea Bundang |
| ------------- | --------------- | ------------- |
| K227 Imae     | Locale Espresso | Sunae K228    |